# إلين ألين فينر
إلين ألين فينر (بالإنجليزية: Ellen Aline Fenner) هي عالمة نبات أمريكية، (ولدت في هنغتينغتون في الولايات المتحدة 1889  م).